# سسک زمینی بیکول
سسک زمینی بیکول (نام علمی: Robsonius sorsogonensis)، یک گونه از پرندگان گنجشک‌سان از خانواده سسکان ملخی است. این گونه بومی جزیره لوزون در فیلیپین است که در بخش‌های جنوبی این جزیره یافت می‌شود. به همراه گونه‌های دیگری که همنوع بودند از جمله سسک زمینی کوردیلرا و سسک زمینی سیرا مادره یکی از گریزان‌ترین پرندگان در این کشور هستند. زیستگاه طبیعی آن جنگلی‌های دشتی نمناک گرمسیری است. نابودی زیستگاه آن را تهدید می‌کند.